# UCoz
uCoz — російський безкоштовний вебхостинг з вбудованою системою керування сайтом.
Модулі uCoz можуть використовуватися як у єдиній зв'язці для створення повнофункціонального сайту, так і окремо, наприклад, як блог-платформа, вебфорум тощо.
Фактично, uCoz — це безкоштовний вебсервіс, що працює за принципами Web 2.0, і дозволяє, в першу чергу, створювати сайти різного рівня складності, та досить сильно відрізняється від традиційних безкоштовних хостингів.
Зараз у системі побудовано більш ніж мільйон сайтів (станом на 22.06.2011). За версією Alexa Internet сервіс займає 13 місце серед найпопулярніших російських сайтів.
При реєстрації користувачу надається можливість вибрати домен для свого проекту. В системі існують також і домени, розраховані на українську аудиторію — name.ucoz.ua, name.at.ua.

## Основні можливості
- Користувачу пропонується 258 дизайнів на вибір, які можна використати для побудови сайту
- Можливість створити власний дизайн (шаблон) або переробити будь-який зі стандартних
- При реєстрації кожен користувач отримує 400 мегабайт дискового обсягу. Дисковий обсяг постійно збільшується пропорційно зростанню кількості відвідувачів сайту.
- Можливість отримати домен третього рівня в 21 різних зонах
- Доступ до FTP
- Безплатна технічна підтримка
- WYSIWYG online редактор
- Візуальний конструктор блоків
- Версія сайту для PDA
- Резервне копіювання
- Лайтбокс
- ЛЗУ (людино-зрозумілий URL)
- Загальна авторизація — uID

### Модулі системи
- Користувачі — управління списком користувачів сайту
- Форум — можливість створювати та управляти формумами
- Щоденник (блог) — створення та управління блогом
- Фотоальбоми — можливість створювати власні фотоальбоми та зберігати фотографії
- Гостьова книга — управління гостьовою книгою
- Каталог статей — модуль для управління статтями на сайті
- Міні-чат- модуль для маленьких повідомлень, які можуть містити смайли
- Шаблони — модуль містить 235 дизайнів на будь-який смак
- Новини сайту — модуль, що дозволяє користувачеві слідкувати за оновленням сайту
- Статистика — дає можливість відслідковувати статистику відвідувань сайту
- Каталог файлів — каталог файлів, які буди додані користувачами сайту
- Каталог сайтів — список вебадресів, які були додані користувачами сайту
- Об'яви — можливість додавати об'яви
- FAQ — список найчастіших запитань та відповідей на них
- Опитування — можливість проводити опитування різного спрямування
- E-mail форми — можливість зворотного зв'язку з адміністрацією
- Онлайн-ігри — модуль, в якому представлені 217 ігор різних напрямків — від стратегій до настільних ігор
- Інтернет-магазин (в режимі бета-тестування) — новий модуль системи, який є оптимальним рішенням в сфері електронної торгівлі. Платний модуль
- Відео (в режимі бета-тестування)

### Платні можливості
- Зняття копірайту системи.
- Зняття рекламного банеру.
- Збільшення дискового обсягу до 10 Гб.
- Можливість приховати лічильник uCoz
- Можливість прікріпити файли до листів, які відправляються через поштові форми

## Цифри та досягнення
- У системі uCoz більш ніж 1 000 000 сайтів.[2]
- uCoz входить у Топ-15 [Архівовано 14 серпня 2007 у Wayback Machine.] популярних сайтів Рунету за даними Alexa Internet

## Історія
У основу розробки сервісу був закладений сполучений досвід декількох розробників, що виявлявся в попередній роботі над сервісом голосування та сервісом безплатних гостьових книг, а також скриптом професійної CMS під назвою WoCatalog Pro.
Після майже року створення 29 жовтня 2005 року російська версія сервісів побачила світ. В червні 2007 року відбулося офіційне відкриття англомовної версії, а у серпні старт альфа-версії німецької. У березні 2008 року розробники українізували систему. Україномовний варіант доступний за адресою ucoz.ua [Архівовано 3 квітня 2008 у Wayback Machine.]. На сьогодні існує 12 версій сервісу на різних мовах.

## Деякі факти
- Частина розробників проекту uCoz — є громадянами України.
- У цей час система керування вмістом uCoz є унікальною.
- uCoz вважається SaaS-платформою, що зумовлює деякі особливості системи, які властиві SaaS. Перш за все, це закритість коду, відсутність можливості доповнити систему сторонніми серверними скриптами та базами даних. Усі ці особливості компенсуються великою кількістю вбудованих можливостей системи.

## Нагороди

### 2008
- 3-тє місце в «Народній десятці»
- «Золотий сайт»

### 2009
- Лауреат у номінації «Технології та інновації» Рунета
- «Open Webawards Winner»

## Преса та статті
- «Юкоз» відкрив англомовну версію (Вебпланета) (рос.)
- Вітчизняний внесок у Web 2.0 [Архівовано 9 жовтня 2007 у Wayback Machine.] (стаття) (рос.)
- У «Бегун» приймуть безкоштовні хостинги  (telnews) (рос.)

## Пов'язані сайти
- uCoz Українською [Архівовано 3 квітня 2008 у Wayback Machine.]
- Офіційний блог uCoz [Архівовано 30 січня 2010 у Wayback Machine.]
- Офіційний форум uCoz [Архівовано 15 серпня 2007 у Wayback Machine.]
- Офіційний магазин шаблонів для uCoz [Архівовано 20 вересня 2012 у Wayback Machine.]
- Підручник по uCoz [Архівовано 23 жовтня 2012 у Wayback Machine.]
- Вакансії від компанії uCoz (місто Черкаси) [Архівовано 14 жовтня 2012 у Wayback Machine.]
- Конкурси від uCoz [Архівовано 10 жовтня 2012 у Wayback Machine.]